# Саратов (метеорит)
Саратов — метеорит-хондрит весом 221 килограмм.

## История
Назван в честь города Саратов, поскольку упал в Саратовской губернии 23 сентября (6 октября) 1918 года, а Е. Л. Кринов указывал, что 9 октября около трех часов пополудни. Траектория падения простиралась с востока на запад.
125-килограммовый фрагмент метеорита хранился на кафедре минералогии и палеонтологии Саратовского государственного университета, откуда был украден в 2004 году.
Фрагмент метеорита массой 250 г находится в экспозиции Вольского краеведческого музея.